# Звонкий
Звонкий (также известен как Андрей Звонкий; настоящее имя — Андрей Владимирович Лысков; род. 19 марта 1977, Москва) — российский певец.
Будучи уже ветераном российской хип-хоп-сцены, по-настоящему прославился в 2018 году с песней «Голоса» с альбома «Мир моих иллюзий», попавшей в топы музыкальных чартов.

## Биография
Андрей Владимирович Лысков родился в Москве 19 марта 1977 года.
Увлекался музыкой ещё с детства, при этом интересовался самыми разнообразными музыкальными стилями и направлениями. В итоге, уже попробовав играть на разных инструментах, в 1996 году поступит в музыкальное училище по классу ударных.
Начинал свою карьеру в музыке ударником в джазовом ансамбле (по данным из анонса концерта одного из концертов Звонкого, он играл на ударных в джазовом колледже).
В 1993 году с рэпером Максом (также известным как Автобус) основал группу «Ритм-У». Группа дала Звонкому неоценимый опыт, потому что с ней он сделал свои первые шаги на большой сцене и работал над своим первым в жизни альбомом.
Через несколько лет был музыкальный проект «Дерево жизни», созданный Андреем вместе с Муком и Деловым и игравший смесь регги-хип-хопа и джаза.
Затем начал сольную карьеру. Первый сольный альбом Звонкого назывался «Мне нравится» и вышел в 2013 году на лейбле «Монолит».
В 2014 году принял участие в телешоу «Голос» на российском Первом канале. Успешно пройдя слепые прослушивания, оказался в команде Пелагеи, но путь его на шоу оборвался уже на этапе «поединков».
С 2015 года является артистом лейбла Velvet Music.
В 2018 году прорвался с альбомом «Мир моих иллюзий» и первым синглом с него — «Голоса», попавшим в топы музыкальных чартов. Альбом этот записывался очень долго. Среди музыкантов, принявших участие в его записи в качестве гостей, были Ёлка, Рем Дигга, Карандаш.
В начале декабря на песню «Голоса» вышел клип.

В клипе «Голоса» при помощи оригинальных визуальных эффектов Звонкий будто показывает, насколько искажённой и чужой теперь видит среду, в которой раньше чувствовал себя своим. Только выпавшим из реальности кажется не сам артист, а молодые люди, запертые в своём сгорающем мирке. Всё объято пламенем, буквально, — и это даже завораживает. Но родную душу там Звонкий всё же находит и, наверное, спасает.
 — Звонкий сжигает молодость в новом клипе «Голоса» — ТНТ MUSIC, 5 декабря 2018 года

## Отзывы критиков
Согласно «Музыке Первого», Звонкий считается «одним из лучших российских исполнителей стиля раггамаффин».
По мнению «Русского радио», Звонкий — «лучший российский ragga-исполнитель, сумевший создать собственный оригинальный музыкальный стиль, взяв за основу раггамаффин в симбиозе современного танцевального саунда и вокала».

## Дискография

### Студийные альбомы
| №                   | Название                           | Длительность |
| ------------------- | ---------------------------------- | ------------ |
| 1.                  | «Мне нравится»                     | 0:48         |
| 2.                  | «Страшный и опасный»               | 3:40         |
| 3.                  | «Только небо»                      | 3:17         |
| 4.                  | «Друзья»                           | 3:17         |
| 5.                  | «Ночи»                             | 3:26         |
| 6.                  | «Our Story»                        | 5:09         |
| 7.                  | «Отпусти меня»                     | 3:51         |
| 8.                  | «Скучаю» (feat. Деловой & Мук)     | 3:04         |
| 9.                  | «Это Звонкий»                      | 0:55         |
| 10.                 | «Дорога»                           | 3:36         |
| 11.                 | «Новый день»                       | 3:35         |
| 12.                 | «Глаз да глаз»                     | 3:16         |
| 13.                 | «Кино»                             | 3:14         |
| 14.                 | «Суперстар (Посвящение)»           | 3:24         |
| 15.                 | «Ничего больше»                    | 3:29         |
| 16.                 | «Кино» (Andrey S.P.L.A.S.H. Remix) | 5:45         |
| 17.                 | «Ночи» (Andrey S.P.L.A.S.H. Remix) | 3:30         |
| 18.                 | «До новых встреч!»                 | 0:33         |
| Общая длительность: | Общая длительность:                | 54:29        |

| №                   | Название                                | Длительность |
| ------------------- | --------------------------------------- | ------------ |
| 1.                  | «Intro»                                 | 1:30         |
| 2.                  | «Из окон» (feat. Рем Дигга)             | 3:39         |
| 3.                  | «Голоса»                                | 3:26         |
| 4.                  | «Падаем в небо»                         | 2:58         |
| 5.                  | «Иногда»                                | 3:23         |
| 6.                  | «Ну и дела»                             | 2:50         |
| 7.                  | «Королева» (feat. Карандаш)             | 3:42         |
| 8.                  | «Паранормальные»                        | 3:21         |
| 9.                  | «Танцуй для меня»                       | 3:00         |
| 10.                 | «Делай любовь» (feat. Ёлка & Рем Дигга) | 3:16         |
| 11.                 | «Адреналин»                             | 3:10         |
| 12.                 | «Спаси меня» (feat. Ёлка)               | 3:14         |
| 13.                 | «Космос»                                | 3:25         |
| 14.                 | «Встретимся завтра»                     | 3:22         |
| 15.                 | «Outro»                                 | 0:30         |
| Общая длительность: | Общая длительность:                     | 42:06        |

### Мини-альбомы
| Название            | Информация                                                                   | Примечание |
| ------------------- | ---------------------------------------------------------------------------- | --- |
| November 13TH, 2020 | - Релиз: 13 ноября 2020 - Лейбл: Velvet Music - Формат: Цифровая дистрибуция | \| № \| Название \| Длительность \| \| ------------------- \| ------------------- \| ------------ \| \| 1. \| «Intro» \| 1:12 \| \| 2. \| «Некуда деться» \| 3:01 \| \| 3. \| «Это я» \| 2:50 \| \| 4. \| «Ohh La La» \| 2:31 \| \| 5. \| «Без повода» \| 2:48 \| \| 6. \| «Outro» \| 1:16 \| \| Общая длительность: \| Общая длительность: \| 12:58 \| |
| №                   | Название                                                                     | Длительность |
| 1.                  | «Intro»                                                                      | 1:12 |
| 2.                  | «Некуда деться»                                                              | 3:01 |
| 3.                  | «Это я»                                                                      | 2:50 |
| 4.                  | «Ohh La La»                                                                  | 2:31 |
| 5.                  | «Без повода»                                                                 | 2:48 |
| 6.                  | «Outro»                                                                      | 1:16 |
| Общая длительность: | Общая длительность:                                                          | 12:58 |

### Синглы
| Год  | Сингл                                        | Альбом                         |
| ---- | -------------------------------------------- | ------------------------------ |
| 2015 | «Мистика» (feat. USTINOVA)                   | без альбома                    |
| 2015 | «Двое»                                       | без альбома                    |
| 2016 | «Иногда»                                     | «Мир моих иллюзий»             |
| 2017 | «В поисках кайфа» (совм. с Burito)           | «Белый альбом» (альбом Burito) |
| 2017 | «Космос»                                     | «Мир моих иллюзий»             |
| 2017 | «Паранормальные»                             | «Мир моих иллюзий»             |
| 2017 | «Королева» (feat. Карандаш)                  | «Мир моих иллюзий»             |
| 2018 | «Из окон» (feat. Рем Дигга)                  | «Мир моих иллюзий»             |
| 2018 | «Падаем в небо»                              | «Мир моих иллюзий»             |
| 2018 | «Те, кто»                                    | без альбома                    |
| 2018 | «Делай любовь» (feat. Ёлка & Рем Дигга)      | «Мир моих иллюзий»             |
| 2019 | «Angel»                                      | без альбома                    |
| 2019 | «Shine»                                      | без альбома                    |
| 2019 | «Голоса»                                     | «Мир моих иллюзий»             |
| 2019 | «Новый трип»                                 | без альбома                    |
| 2019 | «Ностальжи»                                  | без альбома                    |
| 2020 | «Маяк»                                       | без альбома                    |
| 2020 | «Мегаполис» (совм. с Леваном Горозия)        | без альбома                    |
| 2020 | «Deja Vu»                                    | без альбома                    |
| 2020 | «Времена не выбрать» (совм. с Ёлкой)         | Из т/с «Гости из прошлого»     |
| 2021 | «После пяти»                                 | без альбома                    |
| 2021 | «Где я?»                                     | без альбома                    |
| 2021 | «Как дела, малыш?» (совм. с Мари Краймбрери) | без альбома                    |

## Чарты

### Годовые чарты
| Песня                           | Чарт (2018)                                              | Поз. | Ист.   |
| ------------------------------- | -------------------------------------------------------- | ---- | ------ |
| Звонкий & Рем Дигга — «Из окон» | Apple Music Топ-100 в России: 2018 год                   | 70   | [ 14 ] |
| Звонкий — «Голоса»              | TopHit City & Country Radio — Top Year-End Hits (Russia) | 197  | [ 15 ] |

## Премии и номинации
| Год  | Церемония           | Номинация            | Номинант(ы)                                 | Результат | Ист.   |
| ---- | ------------------- | -------------------- | ------------------------------------------- | --------- | ------ |
| 2019 | Премия МУЗ-ТВ       | Прорыв года          | Звонкий                                     | Номинация | [ 16 ] |
| 2019 | Премия МУЗ-ТВ       | Лучшее мужское видео | «Голоса»                                    | Номинация | [ 16 ] |
| 2019 | «Больше чем звезды» | Новые лица. Музыка   | Звонкий                                     | Победа    | [ 17 ] |
| 2024 | Премия МУЗ-ТВ       | Лучшая коллаборация  | «Hasta La Vista» (совместно с Евой Польной) | Номинация | [ 18 ] |